# لينكس على بلاي ستيشن 2
لينكس على بلاي‌ستيشن 2 هي حزمة أصدرتها شركة سوني كمبيوتر إنترتينمنت في 2002 تسمح باستخدام نظام التشغيل لينكس على أجهزة بلاي‌ستيشن 2 كحاسب شخصي. تضمنت الحزمة نظام التشغيل لينكس، ولوحة مفاتيح، وفأرة، ومنفذ منظومة عرض مرئي، ومنفذ إيثرنت، وقرص تخزين بحجم 40 جيجابايت.
أغلق الموقع الرسمي للمشروع عام 2009.